# Мойно
Мойно (на македонска литературна норма: Мојно) е село в южната част на Северна Македония, в община Могила.

## География
Селото е разположено на 710 m надморска височина в областта Пелагония, на 31 km североизточно от град Битоля и на 20 km от общинския център Могила. Мойно е най-източното село на общината.

## История
Според местна легенда името на селото индва от името на основателя му - Моин.
В XIX век Мойно е село в Прилепска кааза на Османската империя. Църквата в селото „Свети Атанасий“ е изградена в 1871 година.
Според статистиката на Васил Кънчов („Македония. Етнография и статистика“) от 1900 година Майно има 222 жители, от които 210 българи християни и 12 цигани.
На Етнографската карта на Битолския вилает на Картографския институт в София от 1901 година Мойно е чисто българско село в Прилепската каза на Битолския санджак с 16 къщи.
След Илинденското въстание в началото на 1904 година цялото село минава под върховенството на Българската екзархия. По данни на секретаря на екзархията Димитър Мишев („La Macédoine et sa Population Chrétienne“) през 1905 година в Мойно има 128 българи екзархисти.
При избухването на Балканската война в 1912 година двама души от Мойно са доброволци в Македоно-одринското опълчение.
Населението на селото намалява вследствие на емиграция към Битоля, Долно и Горно Оризари, Европа и презокеанските земи.
Според преброяването от 2002 година селото има 71 жители, всички северномакедонци.
| Година    | 1948 | 1953 | 1961 | 1971 | 1981 | 1991 | 1994 | 2002 |
| --------- | ---- | ---- | ---- | ---- | ---- | ---- | ---- | ---- |
| Население | 194  | 209  | 258  | 266  | 198  | 142  | 116  | 71   |

| Националност     | Всичко |
| северномакедонци | 71     |
| албанци          | 0      |
| турци            | 0      |
| цигани           | 0      |
| власи            | 0      |
| сърби            | 0      |
| бошняци          | 0      |
| други            | 0      |

## Личности
Родени в Мойно
- Мицко (Мице) Мойнчето или Мойнов (? - 1905), деец на ВМОРО,[9] убит от андарти в Бровит[10]
- Никола Христов, македоно-одрински опълченец, 4 рота на 4 битолска дружина[11]
- Стою (Стоян) Христов, македоно-одрински опълченец, 4 рота на 6 охридска дружина[12]